# Trichospermum fauroensis
Trichospermum fauroensis är en malvaväxtart som beskrevs av Kostermans. Trichospermum fauroensis ingår i släktet Trichospermum och familjen malvaväxter. Inga underarter finns listade i Catalogue of Life.